# Дудаль, Михаил Степанович
Михаил Степанович Дудаль (1934—1993) — советский работник электротехнической промышленности, Герой Социалистического Труда.  Депутат Совета Союза Верховного Совета СССР 8-го созыва (1970—1974).

## Биография
Родился 5 января 1934 года в поселке Телуша, Бобруйского района (ныне - Могилевская область).
В 1939 году вместе с родителями переехал в Краснодарский край.
В Армавире закончил ремесленное училище и был мобилизован на Таганрогский комбайновый завод им. Сталина. Служил в Советской Армии, за участие в венгерских событиях 1956 года награждён медалью «За отвагу».
После демобилизации из армии пришёл работать на ростовский завод «Электроаппарат». Одним из первых Дудаль стал работать на двух станках, что дало возможность повысить производительность труда. Возглавляемая им комплексная бригада станочников, добилась самой высокой производительности труда и 11 июля 1973 года первой отчиталась о выполнении заданий девятой пятилетки, а к концу 1975 года выполнила ещё один пятилетний план.
В 1976 году, окончив Высшую Партийную Школу при ЦК КПСС в г. Москве, продолжал трудовую деятельность в выборных профсоюзных органах и на производстве — в качестве начальника цеха РПО «Электроаппарат».
Занимался общественной деятельностью. Неоднократно избирался в депутаты районного, городского, областного Советов депутатов трудящихся, являлся членом бюро Ростовского горкома КПСС, членом Ростовского областного Совета профсоюзов. С 1970 по 1974 годы был избран в депутаты Верховного Совета СССР 8-го созыва.
Скончался 17 ноября 1993 года. Похоронен на Северном кладбище города Ростов-на-Дону.

## Награды
- Указом Президиума Верховного Совета СССР в 1971 году токарю завода «Электроаппарат» (г. Ростов-на-Дону), Михаилу Дудалю было присвоено звание Героя Социалистического Труда с вручением ордена Ленина и золотой медали «Серп и Молот».
- Также награждён орденами Знак Почёта (1966), Октябрьской Революции (1976), медалью «За Отвагу» (1956), медалью «За доблестный труд к 100-летию со дня рождения В. И. Ленина» (1970), медалью «Ветеран труда» (1988), медалями «50 лет Вооруженным Силам СССР», «60 лет Вооруженным Силам СССР», «70 лет Вооруженным Силам СССР».
- Был занесён на заводскую и городскую Доски почёта.